# 到洽
到洽（477年—527年），字茂沿，彭城武原（今江苏邳州市西北）人。
到溉之弟。宋順帝升明元年出生，自小以能文出名，十八岁，担任徐州迎西曹行事。谢朓很欣賞到洽，每日与之谈论。武帝尝问待诏丘迟：“到洽何如沆、溉？”丘迟曰“正清过于沆，文章不减溉”。天監初年為太子舍人，累遷司徒主薄，天监五年，迁尚书殿中郎。又官太子中舍人，与陆倕对掌东宫管记。不久为侍读。九年迁国子博士。出京擔任临川内史，入京为太子家令，後行太子中庶子。普通中期，领博士，入京为尚书吏部郎。领尚书左丞。迁御史中丞，弹纠不避權貴。普通六年（525年），劉孝綽同為侍读，孝綽瞧不起到洽，最後携妾入官府，被到洽弹劾，免官。晚年到洽出京擔任贞威将军、云麾长史，官至寻阳太守。梁武帝大通元年卒，享年五十一歲。著有文集十五卷，早佚。今存《赠任昉》、《答秘书丞张率》。《全上古三代秦汉三国六朝文》輯其文兩篇。

## 延伸阅读
[在维基数据编辑]
 《梁書/卷27》，出自姚思廉《梁書》